# Diocesi di San Vicente del Caguán
La diocesi di San Vicente del Caguán (in latino Dioecesis Sancti Vincentii de Caguan) è una sede della Chiesa cattolica in Colombia suffraganea dell'arcidiocesi di Florencia. Nel 2022 contava 98.300 battezzati su 120.000 abitanti. È retta dal vescovo William Prieto Daza.

## Territorio
La diocesi comprende parte del dipartimento colombiano di Caquetá.
Sede vescovile è la città di San Vicente del Caguán, dove si trova la cattedrale di Nostra Signora della Mercede.
Il territorio è suddiviso in 14 parrocchie.

## Storia
Il vicariato apostolico di San Vicente-Puerto Leguízamo fu eretto il 9 dicembre 1985 da papa Giovanni Paolo II, ricavandone il territorio dal vicariato apostolico di Florencia, che fu contestualmente elevato a diocesi.
Il 21 febbraio 2013 cedette una porzione di territorio a vantaggio dell'erezione del vicariato apostolico di Puerto Leguízamo-Solano e assunse il nome di vicariato apostolico di San Vicente. Il 26 novembre successivo ebbe il nome di vicariato apostolico di San Vicente del Caguán.
Il 30 maggio 2019, con la bolla Quidquid prius di papa Francesco, il vicariato apostolico è stato elevato a diocesi, suffraganea della sede metropolitana di Ibagué. Il 13 luglio dello stesso anno la diocesi è entrata a far parte della provincia ecclesiastica dell'arcidiocesi di Florencia.

## Cronotassi dei vescovi
Si omettono i periodi di sede vacante non superiori ai 2 anni o non storicamente accertati.
- Luis Augusto Castro Quiroga, I.M.C. † (17 ottobre 1986 - 2 febbraio 1998 nominato arcivescovo di Tunja)
- Francisco Javier Múnera Correa, I.M.C. (28 novembre 1998 - 25 marzo 2021 nominato arcivescovo di Cartagena)
  - Sede vacante (2021-2024)[4]
- William Prieto Daza, dal 5 luglio 2024

## Statistiche
La diocesi nel 2022 su una popolazione di 120.000 persone contava 98.300 battezzati, corrispondenti all'81,9% del totale.
| anno | popolazione | popolazione | popolazione | presbiteri | presbiteri | presbiteri | presbiteri                | diaconi | religiosi | religiosi | parrocchie |
| anno | battezzati  | totale      | %           | numero     | secolari   | regolari   | battezzati per presbitero | diaconi | uomini    | donne     | parrocchie |
| ---- | ----------- | ----------- | ----------- | ---------- | ---------- | ---------- | ------------------------- | ------- | --------- | --------- | ---------- |
| 1990 | 207.000     | 212.000     | 97,6        | 18         | 1          | 17         | 11.500                    |         | 22        | 12        | 11         |
| 1999 | 130.000     | 150.000     | 86,7        | 30         | 9          | 21         | 4.333                     |         | 25        | 17        | 15         |
| 2000 | 130.000     | 150.000     | 86,7        | 31         | 8          | 23         | 4.193                     |         | 28        | 17        | 15         |
| 2001 | 130.000     | 150.000     | 86,7        | 33         | 10         | 23         | 3.939                     |         | 30        | 19        | 15         |
| 2002 | 120.000     | 150.000     | 80,0        | 33         | 8          | 25         | 3.636                     |         | 32        | 20        | 32         |
| 2003 | 120.000     | 150.000     | 80,0        | 27         | 4          | 23         | 4.444                     |         | 36        | 22        | 16         |
| 2004 | 120.000     | 150.000     | 80,0        | 32         | 7          | 25         | 3.750                     |         | 35        | 22        | 18         |
| 2010 | 134.000     | 164.000     | 81,7        | 31         | 9          | 22         | 4.322                     |         | 26        | 23        | 18         |
| 2012 | 120.000     | 142.000     | 84,5        | 37         | 14         | 23         | 3.243                     |         | 23        | 24        | 18         |
| 2013 | 84.000      | 96.000      | 87,5        | 30         | 14         | 16         | 2.800                     |         | 16        | 16        | 12         |
| 2014 | 90.000      | 110.000     | 81,8        | 18         | 7          | 11         | 5.000                     |         | 14        | 17        | 14         |
| 2017 | 93.000      | 113.530     | 81,9        | 20         | 8          | 12         | 4.650                     |         | 16        | 15        | 14         |
| 2020 | 96.000      | 117.250     | 81,9        | 22         | 15         | 7          | 4.363                     |         | 11        | 15        | 14         |
| 2022 | 98.300      | 120.000     | 81,9        | 23         | 16         | 7          | 4.273                     |         | 11        | 15        | 14         |